# Edward Hamilton
Pour les articles homonymes, voir Hamilton.
Pour l'homme politique, voir Edward L. Hamilton.
Edward Joseph Hamilton, né le 22 mars 1772 et mort le 21 mars 1851 à Londres, est un amiral de la Royal Navy.
Il participe à la guerre d'indépendance des États-Unis, aux guerres de la Révolution française et aux guerres napoléoniennes.
Il est le frère de Charles Hamilton, également officier de la Royal Navy.